# Jessica Bruder
Jessica Bruder (...) è una giornalista statunitense che scrive di sottoculture e insegna narrativa alla Columbia Journalism School.

## Biografia
Bruder è cresciuta a Montclair, nel New Jersey. Si è laureata all'Amherst College nel 2000 e ha conseguito un master in giornalismo presso la Columbia University nel 
Scrive per il New York Times dal 2003. Scrive anche per Wired, New York Magazine e Harper's Magazine.
Il suo primo libro è stato Burning Book: A Visual History of Burning Man. Ha anche prodotto il film CamperForce, diretto da Brett Story.
Per il suo libro Nomadland: Un racconto d'inchiesta (2017) ha trascorso mesi vivendo in un camper di nome Halen, documentando gli americani itineranti costretti da bassi salari e alti affitti ad abbandonare le abitazioni tradizionali per mettersi in viaggio a tempo pieno alla ricerca di lavoro. Il progetto è durato tre anni e più di 15.000 miglia di guida, da costa a costa e dal Messico al confine con il Canada. Nomadland ha vinto il Barnes & Noble Discover Award 2017 ed è stato finalista per il J. Anthony Lukas Prize e l'Helen Bernstein Book Award.
Nel febbraio 2019, il suo libro Nomadland è stato scelto da Frances McDormand e Peter Spears come sceneggiatura per l'omonimo film diretto da Chloé Zhao e che vede la partecipazione di David Strathairn, Linda May e Charlene Swankie.
Il film ha vinto il Leone d'oro alla 77ª Mostra internazionale d'arte cinematografica di Venezia, il Golden Globe per il miglior film drammatico e per miglior regista e tre premi Oscar, rispettivamente per il miglior film, miglior regia e migliore attrice protagonista.